# Regiunea Ségou
Regiunea Ségou este una dintre cele 8 unități administrativ-teritoriale de gradul I ale statului Mali. Reședința sa este orașul ononim.